# Glide bombing
Glide bombing to odmiana bombardowania o mniejszym kącie natarcia niż bombardowanie z lotu nurkowego, zazwyczaj mniej niż 60°. W czasie II wojny światowej metoda ta była zazwyczaj używana przez samoloty myśliwskie które nie były przystosowane do bombardowania z lotu nurkującego. Według podręcznika US Navy podstawową wadą tej techniki w porównaniu z bombardowaniem z lotu nurkowego była mniejsza szybkość spadania bomby, mniejsza celność oraz z powodu mniejszej szybkości samolotu dokonującego takiego ataku dłuższe wystawienia na ogień artylerii przeciwlotniczej.